# 20066 Sagov
20066 Sagov è un asteroide della fascia principale. Scoperto nel 1993, presenta un'orbita caratterizzata da un semiasse maggiore pari a 3,258558 UA e da un'eccentricità di 0,018833, inclinata di 12,400453° rispetto all'eclittica. Ha un diametro di 8,180 km ed un periodo di rotazione di 87,4164 ore.